# Eskilstorpasjö, Småland
Eskilstorpasjö är en sjö i Värnamo kommun i Småland och ingår i Lagans huvudavrinningsområde. Sjön är 23,5 meter djup, har en yta på 1,17 kvadratkilometer och är belägen 164,1 meter över havet. Sjön avvattnas av vattendraget Kvarnån. Vid provfiske har bland annat abborre, bergsimpa, gers och gädda fångats i sjön.

## Delavrinningsområde
Eskilstorpasjö ingår i det delavrinningsområde (634520-137380) som SMHI kallar för Utloppet av Eskilstorpasjön. Avrinningsområdets medelhöjd är 180 meter över havet och ytan är 7,31 kvadratkilometer. Det finns inga delavrinningsområden uppströms utan avrinningsområdet är högsta punkten. Kvarnån som avvattnar avrinningsområdet har biflödesordning 4, vilket innebär att vattnet flödar genom totalt 4 vattendrag innan det når havet efter 163 kilometer. Delavrinningsområdet består mestadels av skog (69 procent). Avrinningsområdet har 1,16 kvadratkilometer vattenytor vilket ger det en sjöprocent på 15,8 procent.

## Fisk
Vid provfiske har följande fisk fångats i sjön:
- Abborre
- Bergsimpa
- Gärs
- Gädda
- Lake
- Mört
- Sutare